# Begonia francoisii
Espèce
Synonymes
- Begonia francoisii var. francoisii[1]

Begonia francoisii est une espèce de plantes de la famille des Begoniaceae.
L'espèce fait partie de la section Quadrilobaria.
Elle a été décrite en 1925 par André Guillaumin (1885-1974).

## Répartition géographique
Cette espèce est originaire du pays suivant : Madagascar.

## Liste des variétés
Selon Tropicos (6 février 2017) (Attention liste brute contenant possiblement des synonymes) :
- variété Begonia francoisii var. francoisii
- variété Begonia francoisii var. glabra Keraudren